# Onciale 0233
- Papyrus
- Onciale
- Minuscules
- Lectionnaire

Le Codex 0233 (dans la numérotation Gregory-Aland), est un manuscrit du Nouveau Testament sur parchemin écrit en écriture grecque onciale.

## Description
Le codex se compose de 93 folios. Il est écrit en deux colonnes par page, de 23-27 lignes par colonne. Les dimensions du manuscrit sont 27 x 21 cm,. Les paléographes datent ce manuscrit du VIIIe siècle.
C'est un manuscrit contenant le texte des quatre Évangiles avec lacunes. C'est un palimpseste.
Le texte du codex représenté type alexandrin. Kurt Aland a donné pour ce manuscrit le profil 471, 231/2, 32, 5s et le classe en Catégorie III.

## Lieu de conservation
Il est conservé à l'Université de Münster (Bibelmuseum MS. 1) à Münster,.